# فيشا راتاناشوت
فيشا راتاناشوت (بالتايلندية: วิชา รัตนโชติ) (مواليد 22 فبراير 1977) هو سبّاح تايلاندي، مثّل بلاده في الألعاب الأولمبية الصيفية 2000.

## روابط خارجية
فيشا راتاناشوت على موقع الاتحاد الدولي للسباحة (الإنجليزية)
- فيشا راتاناشوت على موقع SwimRankings.net (الإنجليزية)
- فيشا راتاناشوت على موقع اللجنة الأولمبية الدولية (الإنجليزية)
- فيشا راتاناشوت على موقع أوليمبيديا (الإنجليزية)